# Nino Haratischwili

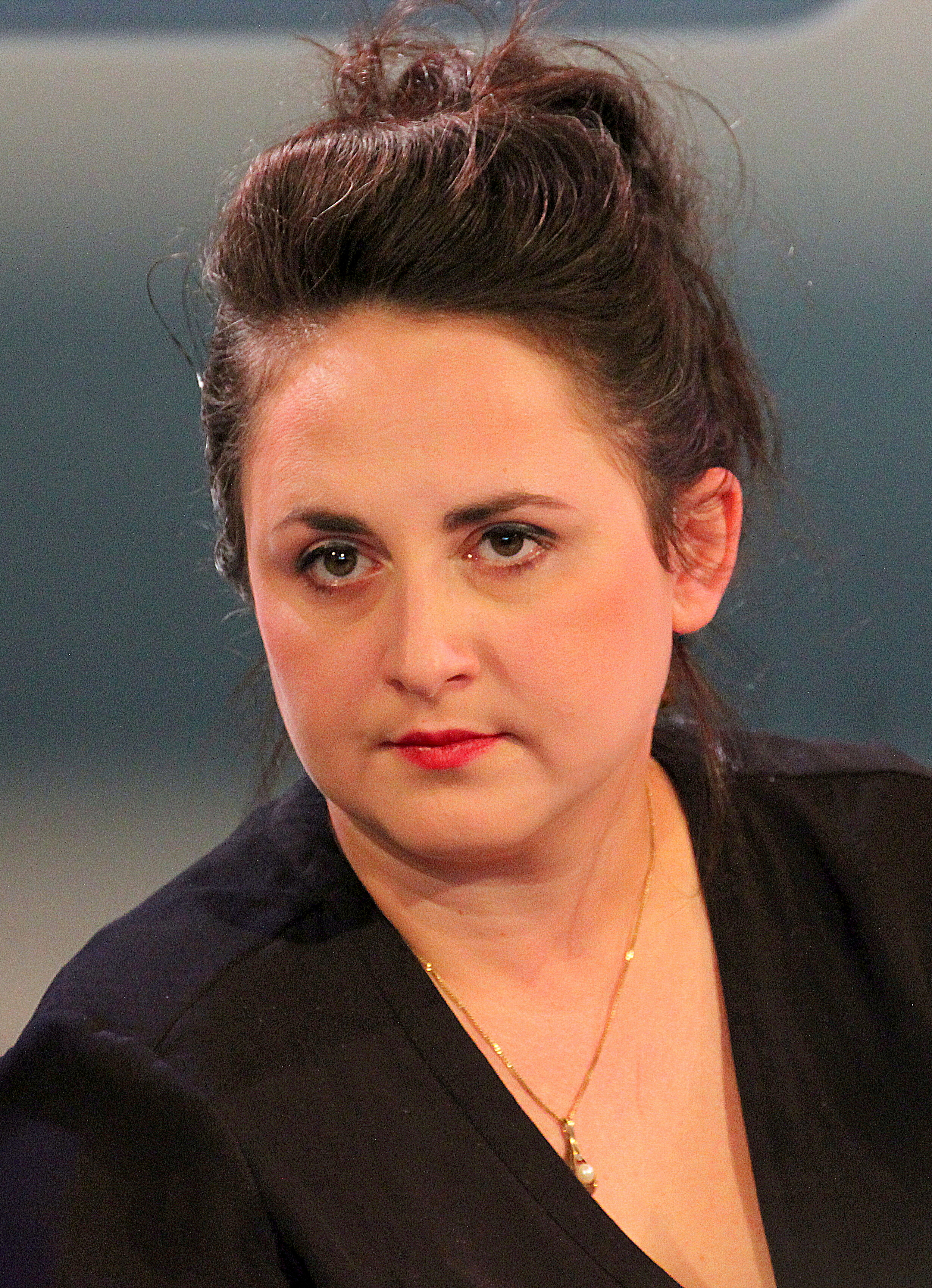
Nino Haratischwili, 2018

Nino Haratischwili (georgisch ნინო ხარატიშვილი; * 8. Juni 1983 in Tiflis, Georgische SSR, Sowjetunion) ist eine georgisch-deutsche Theaterregisseurin, Dramatikerin und Romanautorin.

## Leben
Nino Haratischwili wuchs in Tiflis auf; Ausnahme waren die Jahre 1995 bis 1997. In dieser Zeit lebte sie in Deutschland, weil ihre Mutter mit ihr vor dem Bürgerkrieg in Georgien geflohen war und in einem Dorf bei Lübbecke Arbeit gefunden hatte. Im Alter von 14 Jahren ging sie allein nach Georgien zurück. In ihrer Geburtsstadt besuchte sie eine Schule mit erweitertem Deutschunterricht. Als Jugendliche gründete sie das „Fliedertheater“, eine deutsch-georgische Theatergruppe, für die sie von 1998 bis 2003 regelmäßig Stücke schrieb und inszenierte. Nach einem Studium der Filmregie an der staatlichen Schule für Film und Theater in Tiflis studierte Haratischwili von 2003 bis 2007 Theaterregie an der Theaterakademie Hamburg.
Als Regisseurin zeichnet Nino Haratischwili für zahlreiche Uraufführungen verantwortlich, u. a. am Deutschen Theater Göttingen, auf Kampnagel Hamburg und am Thalia Theater. Ihre dramatischen Texte wurden mehrfach ausgezeichnet.
Mit ihrem Romandebüt Juja (2010) stand Haratischwili auf der Longlist des Deutschen Buchpreises sowie der Shortlist des ZDF-aspekte-Literaturpreises. Ihr zweiter Roman Mein sanfter Zwilling (2011) wurde mit dem Preis der Hotlist der unabhängigen Verlage ausgezeichnet. 2014 erschien Nino Haratischwilis dritter Roman Das achte Leben (Für Brilka), für den sie ein Grenzgänger-Stipendium der Robert-Bosch-Stiftung für Recherchen in Russland und Georgien erhielt. 2018 gelangte sie mit ihrem Roman Die Katze und der General auf die Shortlist des Deutschen Buchpreises. Für Arte drehte sie anlässlich der Frankfurter Buchmesse – Gastland war Georgien – die 52-minütige NDR-Fernseh-Dokumentation Georgien erzählt: Streifzüge mit Nino Haratischwili mit Regisseurin Eva Gerberding.
Nach dem russischen Überfall auf die Ukraine im Februar 2022 forderte sie die westliche Staatengemeinschaft auf, die angegriffenen Ukrainer zu unterstützen. Sie wandte sich allerdings gegen den Boykott russischer Kultur sowie russischer Künstler, die nicht das Regime Putins unterstützen.
2024 inszenierte Haratischwili am Deutschen Theater Berlin Penthesilea in einer zweisprachigen Inszenierung.
Nino Haratischwili lebt als Autorin und Regisseurin in Berlin.

## Auszeichnungen und Förderpreise
- 2008: AutorenPreis des Heidelberger Stückemarkts (mit Philipp Löhle) für Liv Stein
- 2008: Rolf-Mares-Preis für Agonie im Lichthof Theater Hamburg
- 2010: Förderpreis des Adelbert-von-Chamisso-Preises
- 2011: Debütpreis des Buddenbrookhauses für ihren Roman Juja
- 2011: Hotlist – Buchpreis der unabhängigen Verlage für ihren Roman Mein sanfter Zwilling
- 2011: Kranichsteiner Literaturförderpreis
- 2012: Grenzgänger-Stipendium der Robert Bosch Stiftung für ihren Roman Das achte Leben (Für Brilka)
- 2015: Literaturpreis des Kulturkreises der deutschen Wirtschaft
- 2015: Anna Seghers-Preis[8]
- 2017: Hertha Koenig-Literaturpreis
- 2017: Stipendium zum Lessing-Preis der Freien und Hansestadt Hamburg
- 2018: Bertolt-Brecht-Literaturpreis für ihre Theaterstücke und den Roman Das achte Leben (Für Brilka)[9]
- 2018: Nominiert (Shortlist) für den Deutschen Buchpreis für Die Katze und der General
- 2018: Saba-Preis (Georgien)
- 2019: Schiller-Gedächtnispreis[10]
- 2021: Mülheimer KinderStückePreis für Löwenherzen[11] (auch Preis der Jugend-Jury)
- 2023: Carl-Zuckmayer-Medaille[12]
- 2023/24: Stadtschreiberin von Bergen

## Veröffentlichungen
- Der Cousin und Bekina. Katzengraben-Presse, Berlin 2001, ISBN 3-910178-36-7.
- Georgia/Liv Stein. Zwei Stücke. Verlag der Autoren, Frankfurt am Main 2009, ISBN 978-3-88661-318-2.
- Juja. Roman. Verbrecher-Verlag, Berlin 2010, ISBN 978-3-940426-48-2.
- Mein sanfter Zwilling. Roman. Frankfurter Verlagsanstalt, Frankfurt 2011, ISBN 978-3-627-00175-9.
- Zorn/Radio Universe. Zwei Stücke. Verlag der Autoren, Frankfurt am Main 2011, ISBN 978-3-88661-342-7.
- Das achte Leben (Für Brilka). Roman. Frankfurter Verlagsanstalt, 2014, ISBN 978-3-627-00208-4.
- Kokoro. In: Manana Tandaschwili: Zwischen Orient und Okzident. Theaterstücke aus Georgien, Theater der Zeit, Berlin 2015, S. 175ff., ISBN 978-3-95749-061-2.
- Herbst der Untertanen. Drei Stücke. Verlag der Autoren, Frankfurt am Main 2015, ISBN 978-3-88661-373-1.
- Die Katze und der General. Roman. Frankfurter Verlagsanstalt, 2018, ISBN 978-3-627-00254-1.[13]
- Beitrag in: Ralph Schock (Hg.): Nach Kolchis. Faszination Georgien – Reiseimpressionen, Verbrecher Verlag 2021, ISBN 978-3-95732-399-6.
- Das mangelnde Licht. Roman. Frankfurter Verlagsanstalt, 2022, ISBN 978-3-627-00293-0.[14]
- Phädra, in Flammen. Theaterstück. Verlag der Autoren, Frankfurt am Main 2023, ISBN 978-3-88661-416-5
- Penthesilea. Ein Requiem. Theaterstück. Verlag der Autoren, Frankfurt am Main 2024, ISBN 978-3-88661-422-6

## Theaterstücke
- 2006: Z, UA, selbst inszeniert im Thalia in der Gaußstraße Hamburg (mit Nadine Nollau und Jacob Weigert)[15]
- 2006: Drei Sekunden, UA, selbst inszeniert, Werkstatttage am Burgtheater Wien[16]
- 2007: Mein und dein Herz. Medeia, UA, selbst inszeniert auf Kampnagel Hamburg (mit Saskia Boden, Gunther Eckes, Nina Sarita Müller, Lucia Peraza Rios, Oliver Törner)
- 2007: Le petit Maitre, UA, Regie: Jette Steckel, Staatstheater Kassel
- 2007: Agonie, UA, selbst inszeniert im Lichthof Theater Hamburg (mit Ralph Fellows, Thomas Klees, Alisa Levin, Hans Machowiak, Nadine Nollau, Jacob Weigert)
- 2007: Georgia, UA: Lichthof-Theater, Hamburg, 21. September 2007. Regie: Nino Haratischwili
- 2008: Müde Menschen in einem Raum, UA, selbst inszeniert im Lichthof Theater Hamburg (mit Friederike Brühheim, Susanne Pollmeier, Gabriel Rodriguez-Silvero, Theresa Rose, Oliver Törner und Renée Zalusky)
- 2008: SELMA, 13 UA, Regie: Nina Mattenklotz
- 2009: Liv Stein, UA, selbst inszeniert im Theater der Stadt Heidelberg (mit Ronald Funke, Helene Grass, Simone Mende, Antonia Mohr, Monika Wiedemer)
- 2009: Algier, UA, selbst inszeniert im Lichthof Theater Hamburg (mit Solveig Krebs, Alisa Levin, Daniela Merz, Jacob Weigert, Vitus Wieser)[17]
- 2009: Selma, 13, UA: Junges Schauspielhaus Hamburg, 31. März 2012. Regie: Anne Bader
- 2009: Die zweite Frau, UA: monsun theater, Hamburg, 9. Oktober 2009. Regie: Nina Pichler
- 2010: Atmen, monsun.theater Hamburg, Regie: Nina Pichler (u. a. mit Vanessa Czapla)[18][19]
- 2010: Le petit maître, selbst inszeniert in der Badischen Landesbühne Bruchsal (mit Evelyn Nagel, Alice Katharina Schmidt, Jörg Watolla, Mareike Dick, Markus Hennes, Caroline Elsner)
- 2010: ZORN, UA, Regie Felix Rothenhäusler, DT Göttingen
- 2010: Radio Universe, UA, inszeniert von Nina Mattenklotz auf Kampnagel Hamburg (mit Phillip Engelhardt, Yuri Englert, Britta Firmer, Vincent Heppner, Zoe Hutmacher, Susanne Pollmeier)[20]
- 2010: Das Jahr von meinem schlimmsten Glück, UA, selbst inszeniert im Lichthof Theater Hamburg (mit Nino Burduli, Lisa Grosche, Solveig Krebs, Susanne Pollmeier, Verena Reichhardt und Anja Topf)[21]
- 2011: Das Leben der Fische, UA, selbst inszeniert, DT Goettingen (mit Angelika Fornell, Andreas Jeßling, Marie-Isabel Walke, Karl Miller)
- 2012: Wir ohne uns, UA: Junges Schauspielhaus Hamburg, 31. März 2012. Regie: Anne Bader
- 2012: Elektras Krieg, UA: Deutsches Schauspielhaus Hamburg, 9. September 2012. Regie: Klaus Schumacher
- 2012: Kokoro, UA: Saarländisches Staatstheater Saarbrücken, 19. Mai 2012. Regie: Nino Haratischwili
- 2014: Herbst der Untertanen, UA: LICHTHOF Theater Hamburg, 11. April 2014. Regie: Nino Haratischwili
- 2014: Land der ersten Dinge, UA: Deutsches Theater Berlin, 14. November 2014[22], entstanden für das Projekt The Art of Ageing der European Theatre Convention, Koproduktion des Slowakischen Nationaltheater in Bratislava und des Deutschen Theaters Berlin[23]
- 2016: Schönheit, UA: Oldenburgisches Staatstheater, 7. Oktober 2016. Regie: Isabel Osthues
- 2017: Die Nacht aus Papier, UA: Deutsches Theater Berlin, 21. Januar 2017. Regie: Jette Steckel. Entstanden für das Projekt 10 Gebote am Deutschen Theater Berlin, zum sechsten Gebot: „Du sollst nicht ehebrechen“.
- 2017: Die Barbaren, UA: Burgtheater Wien, 27. Januar 2017. Regie: Barbara Frey
- 2021: Löwenherzen, UA: Consol Theater Gelsenkirchen, 17. Januar 2021. Regie: Andrea Kramer
- 2023: Phädra, in Flammen, UA: Berliner Ensemble/Ruhrfestspiele Recklinghausen, 25. Mai 2023. Regie: Nanouk Leopold
- 2024: Penthesilea. Ein Requiem, UA: Deutsches Theater Berlin, 23. Februar 2024. Regie: Nino Haratischwili
- 2025: Kein Schicksal, Klytämnestra, UA: Schauspiel Leipzig, 24. April 2025. Regie: Enrico Lübbe[24]

## Übersetzungen
- Lascha Bugadse: Der Literaturexpress. Frankfurter Verlagsgesellschaft, Frankfurt am Main 2016, ISBN 978-3-627-00223-7.